# Abraham Hija
‎
Abraham bar Hija ben ha-Nasi Savasorda (Hiyya, Chija) (ha Nasi, Ha-Nasi) (latinsko Abraham Judaeus), špansko-judovski astronom, matematik, astrolog in filozof, * okoli 1070, Soria ob Dueru ali Barcelona, Španija, † okoli 1136, verjetno Barcelona ali Provansa, Francija.

## Življenje in delo
Njegovo ime Savasorda izhaja iz arabskega Sâhib as-Šurta, kar je dejansko pomenilo njegov uradni položaj v mestni upravi. Živel je v Barceloni pod krščansko vlado.
Njegova dela, pisana v arabščini, je leta 1145 prevedel v latinščino Platon iz Tivolija (1134-1145). Drugače pa je v večini pisal v hebrejščini ali judeoarabščini.
Arabsko pisana dela so vsebovala kvadratne enačbe. Druga dela so bila s področja astronomije, matematike, zemljemerstva in preračunavanja koledarjev. Napisal je tudi dve religiozni deli: Hegjon ha-Nefeš o kesanju in Svitek razodetja (Megillat ha-megale) o odrešitvi.
Svitek razodetja je bil pogled na judovsko zgodovino. Delo je vsebovalo tudi astrološke poglede. Trdil je, da je napovedal odrešeniško prihodnost.